# 29607 Jakehecla
29607 Jakehecla è un asteroide della fascia principale. Scoperto nel 1998, presenta un'orbita caratterizzata da un semiasse maggiore pari a 2,2213371 UA e da un'eccentricità di 0,1562037, inclinata di 6,92945° rispetto all'eclittica.